# John K. King Books
John K. King Used & Rare Books es una librería independiente situada en la ciudad de Detroit, Míchigan (Estados Unidos).

## Descripción
Se calcula que tiene 1 millón de libros en su bodega, con una gran colección de títulos raros y usados. En un artículo de 2011 de la revista en línea Saloon, fue descrita como "una de las colecciones más grandes y extrañas de América del Norte".
Tiene cuatro plantas sobre rasante abiertas a los clientes. Un edificio adyacente tiene una colección de artículos más raros y notables disponibles para ver solo con cita previa. Las existencias de libros raros son la única parte catalogada del inventario, que se puede consultar en línea.

## Historia

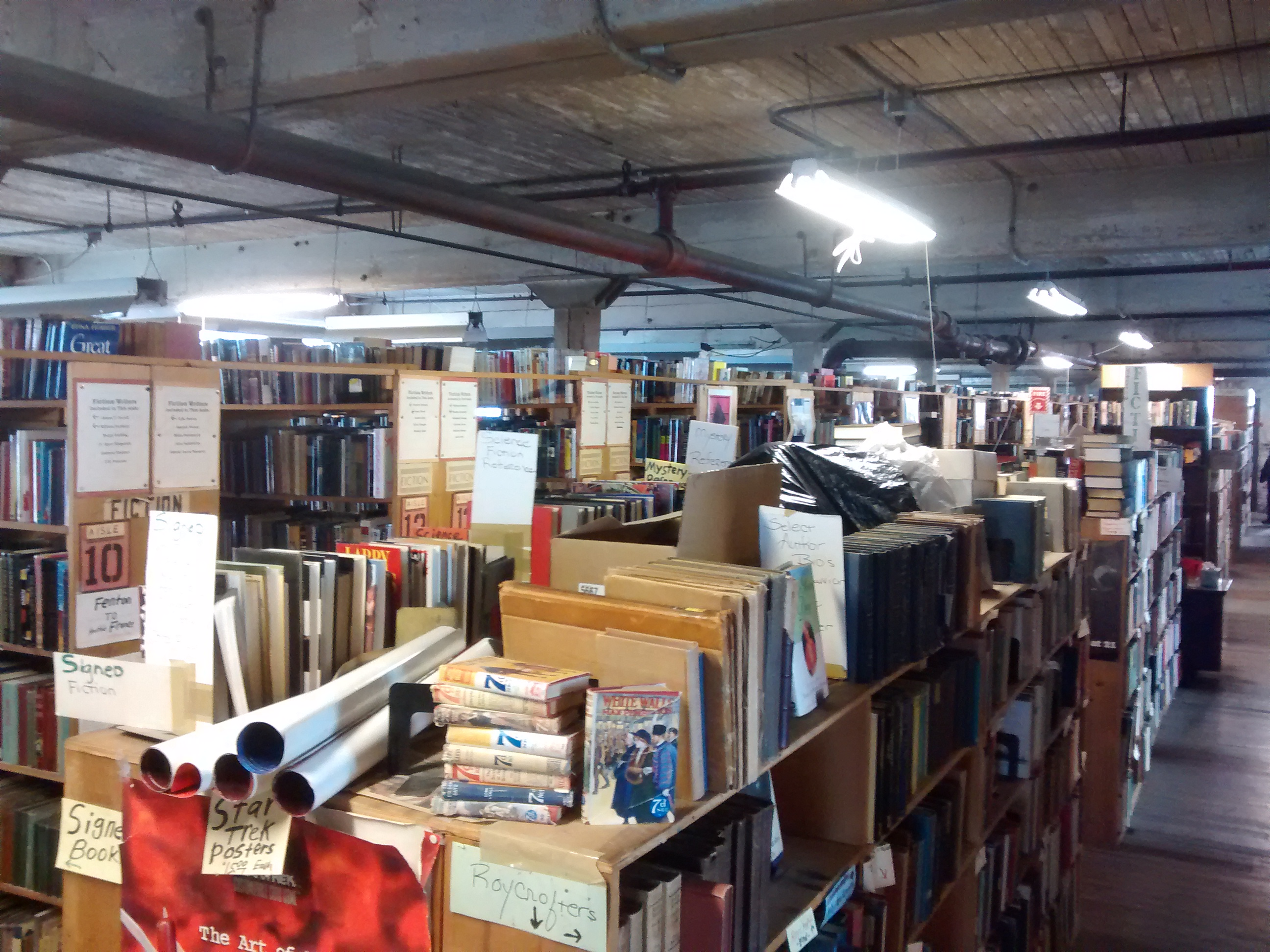
Interior

La tienda fue fundada en Dearborn por John K. King en 1965. En 1971 se trasladó al Teatro Míchigan en el Downtown Detroit. En 1983, King compró la fábrica abandonada de Advance Glove, que desde entonces alberga las colecciones de la tienda. Luego , se abrieron dos tiendas más pequeñas: John K. King Books North en el suburbio Ferndale de Detroit y The Big Book Store en el vecindario Cass Corridor, adyacente a la Universidad Estatal de Wayne, que se especializa en cómics y libros de bolsillo raros.